# Пери (окръг, Кентъки)
Вижте пояснителната страница за други значения на Пери.
Окръг Пери (на английски: Perry County) е окръг в щата Кентъки, Съединени американски щати. Площта му е 888 km², а населението - 29 390 души (2000). Административен център е град Хазърд.